# Улик Віра Йосипівна
Улик Віра Йосипівна (рос. Улик Вера Иосифовна) (30 січня 1928, Київ, УРСР, СРСР — 28 серпня 1995, Москва, Росія) — радянська і російська актриса театру і кіно, театральна педагогиня. Народна артистка Татарської АРСР (1970).

## Біографія
У 1950 році закінчила Київський театральний інститут ім. І. К. Карпенка-Карого.
У 1950—1952 рр. — акторка Київського театру російської драми ім. Л. Українки.
1952—1957 рр. — акторка Калінінського державного обласного драматичного театру (нині — Тверській обласний академічний театр драми).
1958—1973 рр. — акторка Казанського російського БДТ ім. В. І. Качалова. Зіграла ролі: Медея («Медея» Ж. Ануй), Леді Хеф («Бал злодіїв» Ж. Ануй), Лібуше («Будинок, де ми народилися» П. Когоут), Софія («Зикови» М. Горький), Фосфорична жінка («Баня» В. Маяковський), Флора («Хижачка» О.де Бальзак), Мати Валентини («Валентин і Валентина» М. Рощин).
Паралельно з акторською діяльністю в 60—70-ті роки викладала сценічну мову в Казанському театральному училищі.
1973—1983 рр. — акторка Ленінградського академічного театру ім. Ленсовєта. Були партнеркою у виставах з Алісою Фрейндліх.
 Зіграла ролі: Зінаїда («Той, хто отримує ляпаси» Л. Андреєв, реж. Арсеній Сагальчик), Бабуся («Двері грюкають» Фермо, реж. І. Владимиров), Місіс Пайпер («Місіс Пайпер веде слідство» Д. Попплуелл (Jack Popplewell), реж. І. Владимиров), Катерина («Втеча», реж. Р. А. Сирота), мати («Дульсінея Тобоська», О. Володін, реж. І. Владимиров, 1973), Ксенія Іванівна Абрикосова («П'ятий десяток» О. Бєлінський, реж. І. Владимиров, 1977), Лідія Василівна Жербер («Старомодна комедія» О. Арбузов, реж. І. Владимиров), Велика Ма («Кішка на розпеченому даху» Т. Вільямс, реж. Н. А. Райхштейн), Вона («Ельдорадо» А. Соколова).
У 1984—1987 рр. — акторка Московського єврейського театру «Шалом» (Голда «Тев'є-молочник» Шолом-Алейхем, реж. Яків Губенко), Суддя («З коханими не розлучайтеся» О. Володін, реж. Яків Губенко).
1987—1995 рр. — акторка Московського театру «У Никитских ворот» п /к. М. Розовського. Грала в спектаклях: Тельма («На добраніч, мамо» Марша Норман/Marsha Norman — 'night, Mother), Войницька Марія Василівна («Дядя Ваня» А. П. Чехов, реж. М. Розовський), Ера («Концерт Висоцького в НДІ» М. Розовський), Продюсер («Літня ніч. Швеція» Е. Джозефсон, реж. М. Розовський), Мати («Все тече — життя і доля» В. Гроссман, реж. М. Розовський).
Знялася в кількох телевізійних виставах, виконала ряд невеликих ролей в кіно.
Пішла з життя 28 серпня 1995 року.

## Зі спогадів
Марк Розовський, театральний режисер: «Спектакль („Все тече — життя і доля“ В. Гроссмана) я поставив давно. „Лист з гетто“ грала чудова Віра Улик, до речі, уродженка Києва. Після її смерті я з етичних міркувань довго не наважувався відновлювати виставу…».
Генрієтта Яновська, театральна режисерка: «Віра Йосипівна Улик належала до тих небагатьох людей, спілкуванням з якими, нехай недовгим, нехай короткочасним, пишаєшся. Перед якими винен, бо не дав того, що міг би дати. Яким вдячний, бо при кожній зустрічі отримував тільки хороше. Своєю любов'ю вона вміла подарувати відчуття того, що ти прекрасний. Цей дар любові — дуже важлива якість. Воно допомагає іншій людині жити».

## Фільмографія
- 1973 — «Інша» (фільм-спектакль)
- 1973 — «Тяжкі часи» (фільм-спектакль)
- 1977 — «Дерева помирають стоячи» (телевистава за п'єсою Алехандро Касона) — бабуся (сеньйора Еухенія Бальбоа) — головна роль
- 1977 — «Ніс» — екзальтована дама
- 1978 — «Дідона і Еней» (фільм-спектакль)
- 1978 — «Зубожіле королівство» (телевистава) — фрейліна
- 1978 — «Комедія помилок» — абатиса
- 1979 — «Троє в човні, не рахуючи собаки» — касирка лабіринту «гострих відчуттів»
- 1983 — «П'ятий десяток» (телевистава) — Валя-ткаля з текстильної фабрики, читачка бібліотеки
- 1983 — «Я готовий прийняти виклик» — епізод
- 1985 — «Прийдешньому віку» (т/с, 1, 3-5 сер.) — Роза Гаросса, лікарка
- 1986 — «Лермонтов» — ворожка Кірхгоф
- 1987 — «Побажання успіху» (телевистава) — Олена
- 1988 — «Неприкаяний» — епізод
- 1989 — «Романтик» — тітка Сіма
- 1990 — «Панцир» — бабуся Якова
- 1990 — «Пристрасті за Володимиром» — Ера Георгіївна, культорг НДІ